# L'Incolore Tsukuru Tazaki et ses années de pèlerinage
L'Incolore Tsukuru Tazaki et ses années de pèlerinage (色彩を持たない多崎つくると、彼の巡礼の年, Shikisai o motanai Tazaki Tsukuru to, kare no junrei no toshi) est le treizième roman de l'écrivain japonais Haruki Murakami. Publié au Japon en 2013, il s'y est vendu à un million d'exemplaires. Traduit en plus de 20 langues, sa version française a paru en septembre 2014.
Ce roman de formation de type réaliste (les formes de réalisme magique ou de surréalisme de l'auteur y sont confinées aux récits et aux rêves) suit l'itinéraire de Tsukuru Tazaki, un homme qui veut comprendre pourquoi sa vie a déraillé seize ans plus tôt et se reconstruire.
Dans le Nagoya du début des années 1990, le lycéen Tsukuru était un passionné de gares membre d'un groupe d'amis, trois garçons et deux filles inséparables dont les noms évoquaient une couleur en japonais ; tous sauf le sien, incolore. Mais à 20 ans, durant sa deuxième année d'université, il a été exclu du groupe de façon kafkaïenne et sans explication un jour de 1995 ; plus tard, son seul ami de fac a disparu. Blessé, hanté par un sentiment de vide, il en gardera l'amère impression d'être anormal.
Dans le Tokyo de 2011, l'ingénieur Tazaki est un célibataire de 36 ans qui travaille à concevoir et rénover des gares pour une compagnie ferroviaire, et dont la nouvelle petite amie de deux ans son aînée travaille dans une agence de voyages. Quand il lui avoue son traumatisme, elle le convainc d'affronter son passé et lui localise ses ex-amis. Il entame alors un pèlerinage pour les confronter un à un (détails en section Personnages), quête qui va le ramener dans sa ville natale puis l'envoyer à l'autre bout du monde.
Dans ce récit à la troisième personne, le ton alterne avec légèreté entre nostalgie et gravité, tout comme l'histoire va osciller du passé au présent et l'aventure aller du Japon à la Finlande, au long d'une enquête riche en symbolisme entre mystères et émotions, à la recherche d'une renaissance au-delà des faiblesses humaines.

## Ouvrage

### Contenu
Selon son auteur, L'Incolore Tsukuru Tazaki (prononcé approximativement « tsou-kou-lou ta-za-ki ») devait être « une histoire courte, mais elle est naturellement devenue longue » et s'est finalement développée en un roman contemporain de 19 chapitres, sur 370 pages en japonais.
Selon le quotidien japonais Asahi, le premier jet du livre a été terminé en février 2011 (soit un mois avant la triple catastrophe de mars 2011, voir plus bas), mais Murakami a ensuite réécrit son texte jusqu'en août 2012 (soit pendant un an et demi), puis a continué d'y changer des détails jusqu'en février 2013 (soit deux mois avant publication).
Après le monde parallèle de son précédent roman 1Q84 (2009-2010), Murakami en reprend la narration à la troisième personne mais retourne à la veine réaliste, creusée dans la moitié de ses précédents romans, à l'instar de La Ballade de l'impossible.
Son titre littéral signifie « Le sans-couleur Tsukuru Tazaki et, ses années de pèlerinage » (avec la virgule après le « et » ; le singulier « son année de pèlerinage » s'écrirait pareil en japonais, mais le pluriel est déduit du livre). Ce titre fait référence à l'œuvre musicale Années de pèlerinage de Liszt, mais aussi au dernier stade du roman de formation selon la trilogie classique de Goethe (stade où le personnage doit assumer sa maturité et accepter des sacrifices), une œuvre également à l'origine du titre de Liszt (à l'époque où sa traduction française s'intitulait Les Années de pèlerinage de Wilhelm Meister).
Selon plusieurs critiques, Murakami y évoque obliquement, à travers les épreuves de son protagoniste, un symbole des deux années noires japonaises 1995 et 2011,, (le séisme de Kobe et l'attentat chimique de Tokyo ; le séisme du Tōhoku, son tsunami, et l'accident nucléaire de Fukushima) ; il donnerait ainsi un message d'encouragement,, à son pays.

### Publication
Japon
Au Japon, sa parution le vendredi 12 avril 2013 a été orchestrée comme un événement (à l'instar du dernier tome de son précédent roman 1Q84 trois ans plus tôt) : tiré d'emblée à 500 000 exemplaires (dont 350 000 écoulés les trois premiers jours) et acheté en pleine nuit le jour de sa sortie (dans des librairies ouvertes jusqu'après minuit), l'ouvrage a vu son tirage doublé dans les sept jours suivant sa sortie, pour un total d'un million d'exemplaires imprimés, qui se sont ensuite vendus en quelques mois dans l'archipel (total Oricon de novembre 2013).
Cette sortie a été suivie de la première apparition publique de l'auteur au Japon en dix-huit ans (une conférence le 6 mai à l'université de Kyoto), et a provoqué une rupture de stock de l'enregistrement par Lazar Berman de l'œuvre pour piano de Liszt Années de pèlerinage (citée dans le titre, dont le morceau « Le mal du pays » joué par cet interprète est discuté au chapitre 8 et sert de leitmotiv au roman).
Pays anglophones
Au Royaume-Uni et aux États-Unis, sa parution le mardi 12 août 2014 (sortie simultanée en papier, digital, audio) a donné lieu à des soirées de lancement, avec ou sans animations, où des librairies sont restées ouvertes le lundi 11 août au soir pour vendre le livre dès 00:01 le mardi, à des groupes de dizaines à centaines de clients,,, ; d'autres ont ouvert plus tôt le mardi matin ; pour l'Australie et la Nouvelle-Zélande, un concours en ligne avec un voyage à gagner avait été organisé durant les semaines précédant la sortie.
Le livre est entré en première position des meilleures ventes de sa catégorie (« Hardcover Fiction », fiction en format cartonné) sur plusieurs listes, dont Nielsen BookScan (le 21 août), et The New York Times (le 26 août ; 31 août version papier).
L'auteur a accompagné ce lancement par deux apparitions publiques en Grande-Bretagne (ses premières depuis 2003) : un débat avec le public les 23 et 24 août 2014 au Festival international du livre d'Édimbourg (en) (le salon du livre du Festival d'Édimbourg) en Écosse ; et une séance de dédicace le 30 août dans une librairie de Londres.
Pays francophones
En France, il a paru le jeudi 4 septembre 2014 (sortie simultanée en papier et digital, format audio sorti le mois suivant) avec un premier tirage de 200 000 exemplaires. Pour cette occasion, l'auteur a donné fin août un entretien exclusif au magazine Le Point pour son numéro sortant le même jour que le roman.
Dans le palmarès Tite-Live (pour Lire/L'Express), le livre a fait « une entrée spectaculaire en quatrième place » des ventes de romans pour la semaine du 1er au 7 septembre (malgré sa parution en milieu de période). Dans le Top 20 Ipsos (pour Livres-Hebdo), il a « fait son entrée en 15e position » des ventes de livres pour la semaine du 8 au 14 septembre (tous genres confondus). Le magazine culturel Télérama l'a sélectionné comme l'un des dix meilleurs romans étrangers de la rentrée 2014.
International
À l'étranger, les droits du livre ont été achetés dans quelque 31 langues, dont au moins 22 sont déjà sorties :
- 8 en 2013 la même année : coréen (juillet) ; chinois[NB 7] (septembre) ; espagnol[NB 7], catalan (octobre) ; hongrois, polonais, roumain (novembre) ; serbe (décembre) ;
- 14 en 2014 : allemand, néerlandais (janvier) ; lituanien (février) ; suédois, italien (mai) ; anglais[NB 7] (août) ; finlandais, français, slovaque, norvégien, thaï, vietnamien, portugais[NB 7] (septembre) ; danois (octobre) ;
- et sont déjà annoncées au moins 1 autre : russe (pour 2015).

## Personnages
Les personnages principaux (avec un sens des prénoms / noms) :
- Tsukuru Tazaki (construire / archipel)[NB 8], l'incolore qui s'occupe de gares ;
- Sara Kimoto (sâla / sous l'arbre)[NB 9], sa petite amie qui s'occupe de voyages ;
- Kei Akamatsu (pin rouge)[NB 10], son ex-ami surnommé « Rouge » (Aka) qui vend des formations ;
- Yoshio Ômi (lac bleu)[NB 11], son ex-ami surnommé « Bleu » (Ao[NB 12]) qui vend des voitures ;
- Yuzuki Shirane (racine blanche)[NB 13], son ex-amie surnommée « Blanche » (Shiro) qui vivait du piano ;
- Eri Kurono-Haatainen (prairie noire)[NB 14], son ex-amie surnommée « Noire » (Kuro) qui vit de la poterie ;
- Fumiaki Haida (marais gris)[NB 15], son jeune ami de fac qui s'est évaporé ;
- Midorikawa (fleuve vert)[NB 16], un pianiste de jazz qui a reçu d'autres dons ;
- et des Années de pèlerinage, des trains, un talisman, un sixième doigt...

On voit également l'apparition ou l'évocation de personnages secondaires : le père de Haida (un professeur d'université qui fut employé d'auberge), le chef de gare (qui a trouvé une fois un bocal contenant deux sixièmes doigts dans du formol), Sakamoto (un collègue de Tsukuru mais passionné de génétique), Olga (une collègue et amie de Sara à Helsinki), Edvard Haatainen (un potier finlandais qui a épousé sa condisciple Eri), et les deux filles de Eri et Edvard (3 et 6 ans, dont l'aînée s'appelle Yuzu en mémoire de Blanche).

## Résumé
Chapitres 1-3
Tsukuru Tazaki est un ingénieur-architecte de 36 ans dont la personnalité gravite autour de sa passion des gares et d'une blessure ancienne. Sa nouvelle petite amie, Sara Kimoto, travaille dans une agence de voyages de Tokyo. Il lui explique que ses quatre meilleurs amis d'enfance au lycée de Nagoya étaient surnommés Rouge, Bleu, Blanche, et Noire (car leurs noms contenaient ces couleurs), tandis que lui « incolore » n'avait pas de surnom. Ils étaient comme les cinq doigts de la main et faisaient tout ensemble, mais ils l'ont un jour ostracisé sans explication d'un simple coup de téléphone, il y a seize ans.
Chapitre 4
Après des mois de pensées suicidaires, Tsukuru s'en est remis mais s'est depuis toujours senti vide et anormal. Il a rencontré Fumiaki Haida (dont le nom contient « Gris ») à l'université, qui y est devenu son seul et meilleur ami. Ils faisaient toujours tout ensemble, et écoutaient de la musique classique comme les Années de pèlerinage de Liszt.
Chapitre 5
Un soir, Haida lui a raconté une étrange histoire : quand son père était étudiant, il avait suspendu ses études et travaillé dans une auberge retirée où il avait fait la connaissance d'un homme se faisant appeler Midorikawa (dont le nom contient « Vert »), un pianiste de jazz de Tokyo avec un don inné : son jeu émouvait au point qu' « on avait la sensation évidente d'être transporté ailleurs. » Un soir, Midorikawa lui a raconté une étrange histoire : un mois plus tôt, il avait accepté une malédiction le condamnant à mourir deux mois plus tard sauf à la transmettre à un autre volontaire, mais malgré son talent il ne tenait plus à sa vie : cette mort imminente lui ouvrait « les portes de la perception », rendant ses dernières semaines plus merveilleuses que les décennies qu'il abandonnait, et lui permettait aussi de voir la couleur de l'aura des gens. Durant ces récits, Tsukuru ressentit parfois comme de la confusion entre lui-même, Haida, son père, et Midorikawa.
Chapitre 6
Plus tard la même nuit, après que Haida soit resté dormir sur son canapé, Tsukuru fit un étrange rêve érotique dans lequel il était au lit avec Noire et Blanche, qui fusionnaient avant son orgasme pour devenir Haida. Tsukuru se demanda si c'était entièrement un rêve. Au semestre suivant, Haida disparut sans explication, ne laissant derrière lui que les disques des Années de pèlerinage qu'il avait prêtés à Tsukuru.
Chapitres 7-9
Sara lui explique qu'ils ne pourront pas avoir une relation à long terme s'il ne résout pas d'abord ses problèmes émotionnels, et pour cela il devra aller voir ses anciens amis et leur demander l'explication qu'il n'a jamais eu. Elle lui promet son soutien logistique, d'autant qu'il n'utilise pas Internet. Quand ils se revoient, Sara a utilisé Google et Facebook pour retrouver ses anciens amis et elle explique à Tsukuru où chacun se trouve aujourd'hui et ce qu'il est devenu. Elle a aussi préparé son voyage pour les revoir, et Tsukuru se décide finalement à partir.
Chapitre 10
Tsukuru retourne à sa ville natale de Nagoya pour rencontrer Bleu, qui a réussi dans la vente de voitures. Bleu lui apprend que Blanche avait accusé Tsukuru de l'avoir violée, d'où son ostracisme. Bleu lui révèle aussi qu'elle avait ensuite réussi dans l'enseignement du piano, mais a été retrouvée étranglée il y a six ans dans une affaire non élucidée.
Chapitre 11
Quelques jours plus tard, Tsukuru rencontre Rouge lui aussi resté à Nagoya, où il a réussi dans la vente de formations pour cadres d'entreprises, des séminaires inspirés de l'entraînement psychologique des Nazis. Rouge lui apprend que les allégations de Blanche ne collaient pas mais qu'elle semblait avoir des problèmes personnels. Rouge aussi a les siens : il lui révèle avoir compris son homosexualité après un mariage raté, et cela tout comme son métier sont mal vus dans cette petite ville.
Chapitres 12-13
Rentré à Tokyo, Tsukuru reprend le travail et visite avec son collègue Sakamoto un chef de gare dont une anecdote lui rappelle l'histoire du père de Haida. Au dîner, il partage ses découvertes avec Sara. Il décide que pour avoir toute l'histoire il doit voir la dernière membre du groupe, qui vit maintenant mariée en Finlande et a deux filles. En allant en ville acheter des cadeaux pour ces enfants, Tsukuru aperçoit Sara se promenant souriante et main dans la main avec un homme d'âge moyen.
Chapitres 14-15
Attristé, Tsukuru part pour la Finlande. À Helsinki il contacte une amie de Sara, Olga, qui l'aide à savoir où se trouve Noire sans révéler sa venue. Le lendemain il prend la route pour Hameenlinna, la petite ville où se trouve le chalet de vacances de Noire. Il y rencontre son mari, le potier Edvard Haatainen. Quand elle rentre avec ses filles, son mari emmène ces dernières faire des courses.
Chapitres 16-17
Tsukuru reste seul avec Noire, qui a réussi dans la poterie d'art. Eri ne veut plus des surnoms, elle lui apprend que Yuzu était mentalement instable et que le groupe avait essayé de l'aider en ne la contredisant pas. Eri lui révèle également qu'elle-même était amoureuse de lui au lycée et que c'était peut-être pourquoi il avait été accusé, mais que Yuzu avait réellement été violée et avait fait une fausse couche, puis était devenue anorexique pour se rendre stérile. Tsukuru avait été sacrifié pour protéger Yuzu, car il était le plus solide d'entre eux et pourrait survivre lui à cette rupture.
Chapitres 18-19
Se sentant rédimé par ces révélations, Tsukuru rentre au Japon un homme changé. Il demande à Sara si elle a quelqu'un d'autre dans sa vie. Sara lui donnera sa réponse dans trois jours. Le roman se termine en suspens sur Tsukuru qui patiente en contemplant les trains d'une gare.

## Éditions
Les éditions actuelles en version française (traduit du japonais par Hélène Morita).

### Format poche
- 2015, éd. 10/18, 355 pages  (ISBN 978-2-264-06617-6)

### Format broché
- 2014, éd. Belfond, coll. « Littérature étrangère », 367 pages (sur 384)  (ISBN 978-2-7144-5687-8)

### Format digital
- 2014, éd. Belfond (via Place des éditeurs), livre numérique format ePub (1 513 ko, DRM), 253 pages  (ISBN 978-2-7144-5753-0)
- 2014, éd. Belfond (via Amazon.com), livre numérique format Kindle (760 ko, DRM), 275 pages [sans ISBN] (ASIN B00MU2Z1Z0)
- 2014, éd. Belfond (via iTunes Store), livre numérique format iBooks (1,5 Mo, DRM), 378 pages [sans ISBN] (ID 910349340)

### Format audio
- 2014, éd. Audiolib, coll. « Littérature », no 73-2227-3, roman lu par Bernard Gabay, livre audio en MP3 (597 Mo), 11 heures, sur 1 CD MP3  (ISBN 978-2-356-41784-8)

### Liens d'éditeurs
- (ja) Mini-site Tsukuru Tazaki chez Bungeishunjū
- (en) Translating Haruki Murakami (blog des traducteurs, anciennement « Thinking of Tsukuru Tazaki »)

### Analyses en français
Critiques de presse
- « L'Incolore Tsukuru Tazaki et ses années de pèlerinage » dans Télérama no 3372 (25 août 2014 ; 27 août version papier)
- « Haruki Murakami, le blues de l'homme invisible » dans Le Figaro (28 août 2014)
- « Murakami met en musique “L'incolore Tsukuru Tazaki et ses années de pèlerinage” » dans Culturebox de France Télévisions (29 août 2014)
- « Les harmonies Murakami » dans Les Échos (9 septembre 2014)

Lectures hors presse
- « Un Murakami empreint de mélancolie » sur Toute la culture (lecture thématique)
- « La mécanique des cœurs d'Haruki Murakami » sur Onlalu (chroniques)

### Analyses en anglais
Critiques de presse (sur la version originale)
- (en) « Haruki Murakami's new novel challenges us to confront our pasts » dans Asahi Shimbun AJW (15 avril 2013)
- (en) « In ‘Tsukuru Tazaki’, Murakami once again shifts his point of view » dans The Japan Times (21 avril 2013)
- (en) « ‘Colorless Tsukuru Tazaki’ is an imperfect work but one of Haruki Murakami's most important » dans Asahi Shimbun AJW (16 mars 2014 ; analyse sociale)

Critiques de presse (sur la version en anglais)
(Groupements par pays listés chronologiquement.)
Royaume-Uni :
- (en) « Haruki Murakami's familiar tale of a man's odd past and his empty present » dans The Observer via The Guardian (27 juillet 2014 ; 28 juillet version papier)
- (en) « Friends Reunited » dans Literary Review (1er août 2014)
- (en) « Murakami returns with a harmonious blend of naivety and riddling sophistication » dans The Independent (1er août 2014)
- (en) « A teenage falling-out colours a young man's future in this suspenseful new novel » dans Financial Times (1er août 2014)
- (en) « Murakami drops magic for realism in this tale of a lonely Tokyo engineer » dans The Spectator (2 août 2014)
- (en) « Little claim to interest » dans The Daily Telegraph (2 août 2014)
- (en) « Peculiar beauty, intense teen friendships and strange aphorisms are all there in Haruki Murakami's new fable-like novel » dans Sunday Express (3 août 2014)
- (en) « Full of ambiguity and sex - all Murakami's signature flourishes are here » dans The Guardian (6 août 2014)
- (en) « Murakami's bestseller translated at last » dans The Register (31 août 2014)

États-Unis :
- (en) « Haruki Murakami's New Novel of Memory and Mystery » dans Newsweek (3 août 2014)
- (en) « Deep Chords » dans The New York Times (5 août 2014 ; 10 août version papier)
- (en) « Colorless Tsukuru Tazaki and His Years of Pilgrimage » dans San Francisco Chronicle (6 août 2014)
- (en) « Murakami's understated triumph » dans Salon.com (6 août 2014)
- (en) « Haruki Murakami's 'Colorless Tsukuru Tazaki' paints haunting picture » dans Los Angeles Times (10 août 2014)
- (en) « The Mystery of Murakami » dans The Atlantic (13 août 2014)
- (en) « Haruki Murakami Paints a ‘Colorless’ Character in a Vividly Imagined World » dans National Public Radio (18 août 2014)

Australie :
- (en) « Haruki Murakami's pilgrimage infused with the spirit of wabi-sabi » dans The Australian (9 août 2014)
- (en) « Through colourful doors of perception » dans The Sydney Morning Herald (15 août 2014)

Japon :
- (en) « Haruki Murakami's new book peels back the layers of friendship » dans The Japan Times (9 août 2014 ; 10 août version papier)

Canada :
- (en) « Colorless Tsukuru Tazaki and His Years of Pilgrimage: dull, indeed » dans The Globe and Mail (15 août 2014)
- (en) « Colorless Tsukuru Tazaki and His Years of Pilgrimage » dans National Post (29 août 2014)

Hong Kong :
- (en) « Emotional exile's homecoming: Haruki Murakami conducts a quest into the past as his hero tries to understand a long-ago rejection » dans South China Morning Post (17 août 2014)

Lectures hors presse (sur la version originale)
- (en) « Colorless Tazaki Tsukuru and His Years of Pilgrimage » sur Sgt. Tanuki (analyse universitaire bilingue)
- (en) « Colorless Tsukuru Tazaki, and His Years of Pilgrimage » sur Yukari Peerless (analyse thématique)
- (en) « Colorless Tazaki Tsukuru and His Years of Pilgrimage » sur Néojaponisme (analyse du sujet)
- (en) « Colorless Tazaki Tsukuru and His Years of Pilgrimage » sur Contemporary Japanese Literature (analyse du livre)
- (en) « Colorless Tazaki Tsukuru and His Years of Pilgrimage » sur Chasing Bawa (chronique)
- (en) « On Haruki Murakami's New Novel: Liszt's “Years of Pilgrimage” Turned Extravaganza » sur J-Lit (chronique)
- (en) « Literary looking glass: 4 Murakami fans – 4 perspectives on latest novel » sur Asahi Shimbun AJW (4 lectures)

Lectures hors presse (sur la version en anglais)
- (en) « Colorless Tazaki Tsukuru and His Years of Pilgrimage » sur Foxing Quarterly (critique du contenu)
- (en) « Colorless Tsukuru Tazaki review round-up » sur How to Japanese (méta-revue de presse commentée)
- (en) « Colorless Tsukuru Tazaki » sur Complete Review (en) (analyse, revue de presse, liens vers 80 articles internationaux)
- (en) « Colourless Tsukuru Tazaki and His Years of Pilgrimage » sur The Modern Novel (chronique)
- (en) « Colorless Tsukuru Tazaki and His Years of Pilgrimage » sur Brilliant Disguises (lecture chrétienne)
- (en) « Colorless Tsukuru Tazaki and His Years of Pilgrimage » sur Vox (chronique)
- (en) « An Empty Vessel » sur Tor.com (en) (chronique)